# Briley-Brüder
Die drei Briley-Brüder Anthony Ray (* 1958), James Dyral (* 1956; † 18. April 1985) und Linwood Earl (* 1954; † 12. Oktober 1984), im englischen Sprachgebrauch als Briley Brothers oder auch Briley Gang bezeichnet, verübten im Jahre 1979 eine umfangreiche Mordserie im Raum Richmond im US-Bundesstaat Virginia. 1984 sorgten zwei der Brüder erneut für Schlagzeilen, als ihnen mit vier weiteren Insassen die zahlenmäßig bisher größte Flucht aus einem Todestrakt in den USA gelang.

## Verbrechensserie
Die drei Brüder wuchsen in einem stabilen familiären Umfeld im Nordosten von Richmond auf, kamen aber bereits früh mit dem Gesetz in Konflikt. Linwood wurde bereits im Alter von 16 Jahren in eine Besserungsanstalt eingewiesen, nachdem er 1971 anscheinend grundlos die ältere Nachbarin Orline Christian erschossen hatte. Sein Bruder James kam etwa im gleichen Alter in eine Jugendstrafanstalt, nachdem er während einer Verfolgungsjagd auf einen Polizisten geschossen hatte.
Im Jahr 1979 verübten sie rund acht Monate lang eine Reihe gewalttätiger Überfälle auf Einwohner der Stadt Richmond und des benachbarten Henrico County. Sie wurden dabei teilweise vom befreundeten Komplizen Duncan Meekins unterstützt, weshalb sie später nicht immer nur als Brothers, sondern auch als Gang bezeichnet wurden. Ihren ersten gemeinsamen Raubmord verübten sie am 21. März, als sie den Techniker Michael McDuffie in seinem Vorstadthaus misshandelten und erschossen. Am 9. April 1979 folgten sie der 76-jährigen Mary Gowen von ihrer Arbeitsstelle quer durch die Stadt zu ihrer Wohnung, wo sie die Frau beraubten, vergewaltigten und erschossen.   
Am 4. Juli 1979 töteten sie den 17-jährigen Christopher Philips, den Linwood des Einbruchsversuches in sein Fahrzeug verdächtigt hatte. Philips war in einen Hinterhof geschleppt, zu Boden gerungen und mit einem Zementblock erschlagen worden. Am 14. September streiften sie auf der Suche nach einem Opfer durch den Süden von Richmond, als sie den DJ John Gallaher vor einem Nachtclub entdeckten. Die Bande überwältigte Gallaher, sperrte ihn in den Kofferraum seines eigenen Lincoln Continental und fuhr mit ihm auf die Mayo Island im James River. Am Gelände einer stillgelegten Papierfabrik wurde Gallaher schließlich aus dem Kofferraum geholt, erschossen und in den Fluss geworfen. Seine Leiche wurde zwei Tage später entdeckt.
Am 30. September 1979 folgten sie der 62-jährigen Krankenschwester Mary Wilfong zu ihrer Wohnung in Richmond, wo sie die Frau vor der Eingangstüre mit einem Baseballschläger erschlugen und anschließend beraubten. Bereits am 5. Oktober 1979 drangen sie nur zwei Blocks von ihrem Wohnhaus entfernt in eine weitere Wohnung ein, wo sie die 79-jährige Blanche Page und deren 59-jährigen Untermieter Charles Garner mit mehreren Hieb- und Stichwaffen ermordeten, um anschließend an deren Wertsachen zu gelangen. 
Ihr letztes Verbrechen verübten sie am 19. Oktober 1979 im Haus eines befreundeten Nachbarn, der ihnen beim Anklopfen arglos die Türe geöffnet hatte. Im Haus überwältigten sie den Nachbarn Harvey Wilkerson, dessen 23-jährige Lebensgefährtin Judy Barton und ihren fünfjährigen Sohn Harvey. Nachdem sie das gesamte Haus nach Wertsachen durchsucht und Judy Barton in der Küche vergewaltigt hatten, bedeckten sie ihre gefesselten Opfer mit Tüchern und erschossen sie. Da Judy seit Monaten schwanger war und das Kind durch die Tötung ihrer Mutter starb, wird in einigen Quellen die Opferzahl der Briley-Brüder mit 12 angegeben.

## Verhaftung und Verurteilung
Nachdem die dreiköpfige Familie aufgefunden worden war, wurden alle drei Brüder und Duncan Meekins am 22. Oktober 1979 verhaftet. Eine Polizeistreife hatte am Tattag Schüsse wahrgenommen und die Brileys vom Haus weglaufen sehen, zudem trug Linwood noch immer einen Ring aus dem Besitz des Mordopfers John Gallaher. Duncan Meekins konnte von den Ermittlern als Kronzeuge gewonnen werden und sagte umfangreich über die Verbrechen aus. Ihm blieb dadurch eine Todesstrafe ebenso erspart wie dem jüngsten Bruder Anthony, der bei den Verbrechen nicht als treibende Kraft angesehen wurde. Er erhielt schließlich eine lebenslange Freiheitsstrafe mit der Aussicht einer bedingten Haftentlassung nach frühestens 15 Jahren. James und Linwood Briley wurden zum Tode verurteilt und erhielten darüber hinaus mehrmals lebenslänglich, ohne Aussicht auf vorzeitige Entlassung oder Begnadigung. Sie wurden Anfang des Jahres 1980 in den Todestrakt des Mecklenburg Correctional Centers nahe Boydton überstellt. Dort bauten sie einen florierenden Drogen- und Waffenhandel auf, indem sie Mithäftlinge und Wachpersonal gleichermaßen bedrohten, einschüchterten oder bestachen. Bis zu ihrer Flucht befanden sie sich im zweiten Stock des C-Traktes des Gebäudes 1, mit etwa 24 weiteren zum Tode verurteilten Häftlingen.

## Flucht aus dem Todestrakt
Am Donnerstag, dem 31. Mai 1984 wurden die Todestraktinsassen abends von ihrem Hofgang zurück zu den beiden Aufenthaltsräumen geführt. Der zweifache Raubmörder Earl Clanton junior konnte dabei unbemerkt in den unversperrten Waschraum des Wachpersonals eindringen. Als James Briley den Aufseher im Kontrollraum darum bat, ihm ein Buch aus dem anderen Aufenthaltsraum zu bringen, verließ dieser den Kontrollraum, ohne die Türe abzuschließen. Clanton verließ daraufhin den Waschraum und drang in den Kontrollraum ein, von wo aus er begann, die Zellen zu öffnen. 
Die Todestraktinsassen nahmen daraufhin die zahlenmäßig unterlegenen und nur mit Elektroschockern ausgerüsteten Aufseher als Geiseln und konnten innerhalb von rund 90 Minuten insgesamt 13 Gefängnismitarbeiter in ihre Gewalt bringen. Den Wachkommandanten zwangen sie anschließend, unter dem Vorwand einer unplanmäßigen Wachablöse eine Aufseherin in den Kontrollraum im ersten Stock zu rufen, von wo aus die Haupttore des Gebäudes gesteuert werden. Die Aufseherin öffnete daraufhin einem als Aufseher verkleideten Häftling den Kontrollraum, wurde überwältigt und musste dem Häftling die Funktion der Bedienelemente erklären. Die beiden Briley-Brüder, Earl Clanton junior, der Raubmörder Derick Lynn Peterson, der zweifache Raubmörder Willie Leroy Jones und der zweifache Frauenmörder Lem Davis Tuggle zogen sich die Uniformen der Aufseher an, setzten sich Helme auf, die zur Bekämpfung von Aufständen benutzt werden, und bastelten eine Bombenattrappe, welche sie mit einem Feuerlöscher besprühten.
In einem vom festgehaltenen Wachkommandanten angeforderten Transporter fuhren die sechs Häftlinge zum Haupttor. Die dortigen Wärter waren nicht in den Vorgehensweisen bei einem möglichen Bombenfund geschult und öffneten, wie von den vermeintlichen Kollegen gefordert, bereitwillig die Tore in die Freiheit. Sie fuhren anschließend Richtung Süden und trennten sich in Warrenton, North Carolina.

## Erneute Verhaftung und Hinrichtung
Die Suche nach den Häftlingen begann bereits rund 45 Minuten nach deren Flucht und weitete sich zu einer der größten Fahndungsaktionen in der Geschichte der USA aus. Polizeibehörden aus vier Bundesstaaten beteiligten sich an der Suche, unterstützt durch die alarmierte Nationalgarde der Bundesstaaten Virginia und North Carolina. Selbst in der nahen kanadischen Provinz Québec wurden Polizei- und Armeeeinheiten alarmiert, um einen möglichen Grenzübertritt der Flüchtigen zu verhindern. Es war der bisher zahlenmäßig größte Ausbruch aus einem Todestrakt in der Geschichte der Vereinigten Staaten.
Earl Clanton junior und Derick Lynn Peterson wurden schließlich bereits am nächsten Tag in einer Münzwäscherei in Warrenton wieder gefasst, Willie Leroy Jones stellte sich am 8. Juni der Polizei in Jay, Vermont, während Lem Davis Tuggle am selben Tag an einer Straßensperre bei Stamford in Vermont gefasst wurde. Die beiden Briley-Brüder konnten erst am 19. Juni wieder vom FBI in einer Autowerkstatt in Philadelphia verhaftet werden.
Bereits am 12. Oktober 1984 wurde Linwood Briley und am 18. April 1985 schließlich auch sein Bruder James mit dem elektrischen Stuhl hingerichtet. Earl Clanton wurde am 14. April 1988, Derick Peterson am 22. August 1991, Willie Jones am 15. September 1992 und Lem Tuggle am 12. Dezember 1996 exekutiert.            
Anthony Briley verbüßt noch immer seine lebenslange Haft in einer Strafanstalt in Virginia. Sein letztes Entlassungsgesuch wurde im November 2011 abgelehnt. Als Begründung nannte der Bewährungsausschuss die gewalttätige Vergangenheit von Anthony Briley und dessen immer noch vorhandene Gefahr für die Allgemeinheit.
Siehe auch
- Martin Gurule
- Robert Lewis